# NGC 5950
NGC 5950 (другие обозначения — UGC 9884, MCG 7-32-21, ZWG 222.20, IRAS15296+4036, PGC 55305) — спиральная галактика (Sb) в созвездии Волопас.
Этот объект входит в число перечисленных в оригинальной редакции «Нового общего каталога».